# تحلیل ترافیک
تحلیل ترافیک (انگلیسی: Traffic analysis) یا آنالیز ترافیک فرآیند رهگیری و بررسی پیام‌ها به منظور استنباط اطلاعات از الگوهای ارتباطی است. این کار حتی زمانی که پیام‌ها رمزگذاری شده‌اند نیز قابل انجام است. به طور کلی، هر چه تعداد پیام‌های مشاهده شده بیشتر باشد، اطلاعات بیشتری استنباط می‌شود. تحلیل ترافیک می‌تواند در زمینه اطلاعات نظامی، ضد اطلاعات یا تحلیل الگوی زندگی انجام شود و همچنین در امنیت رایانه مورد توجه است.
وظایف تحلیل ترافیک ممکن است توسط برنامه‌های نرم‌افزاری رایانه‌ای اختصاصی پشتیبانی شوند. تکنیک‌های پیشرفته تحلیل ترافیک ممکن است شامل اشکال مختلف تحلیل شبکه‌های اجتماعی باشد.
تحلیل ترافیک از نظر تاریخی یک تکنیک حیاتی در تحلیل رمزنگاری بوده است، به ویژه هنگامی که تلاش برای نفوذ به یک حمله متن آشکار شناخته شده بستگی دارد، که اغلب نیاز به یک حدس الهام گرفته از میزان خاص بودن زمینه عملیاتی دارد و احتمالاً بر آنچه دشمن ارتباط برقرار می‌کند تأثیر می‌گذارد، که ممکن است برای ایجاد یک حمله کوتاه مدت کافی باشد.